# Girlboss (serie de televisión)
Girlboss es una serie de televisión web de comedia estadounidense creada por Kay Cannon. La primera temporada fue lanzada en Netflix el 21 de abril de 2017. El show fue cancelado después de una temporada.

## Premisa
El programa se basa en la autobiografía de Sophia Amoruso, #Girlboss, que cuenta la historia de cómo Amoruso comenzó la empresa de modas Nasty Gal, mientras trabajaba como jefa de seguridad en el campus de la Academia de Arte de San Francisco.

## Personajes

### Principales
- Britt Robertson como Sophia Marlowe.
- Ellie Reed como Annie, la mejor amiga de Sophia.
- Johnny Simmons como Shane, el interés amoroso de Sophia.
- Alphonso McAuley como Dax, un barman que estudia negocios y es novio de Annie.

### Recurrentes
- Dean Norris como Jay Marlowe, padre de Sophia.
- Norm Macdonald[6] como Rick, el mejor y último jefe de Sophia.
- RuPaul como Lionel,[7] vecino de Sophia.
- Jim Rash[7] como Mobias, el dueño de una tienda de envío.
- Louise Fletcher como Rosie, una vieja amarga.
- Melanie Lynskey como Gail, la dueña de Rememberences y vendedora de ropa vintage.
- Macedo (Michelle y Melissa) como miembros de la banda de Shane.

## Producción

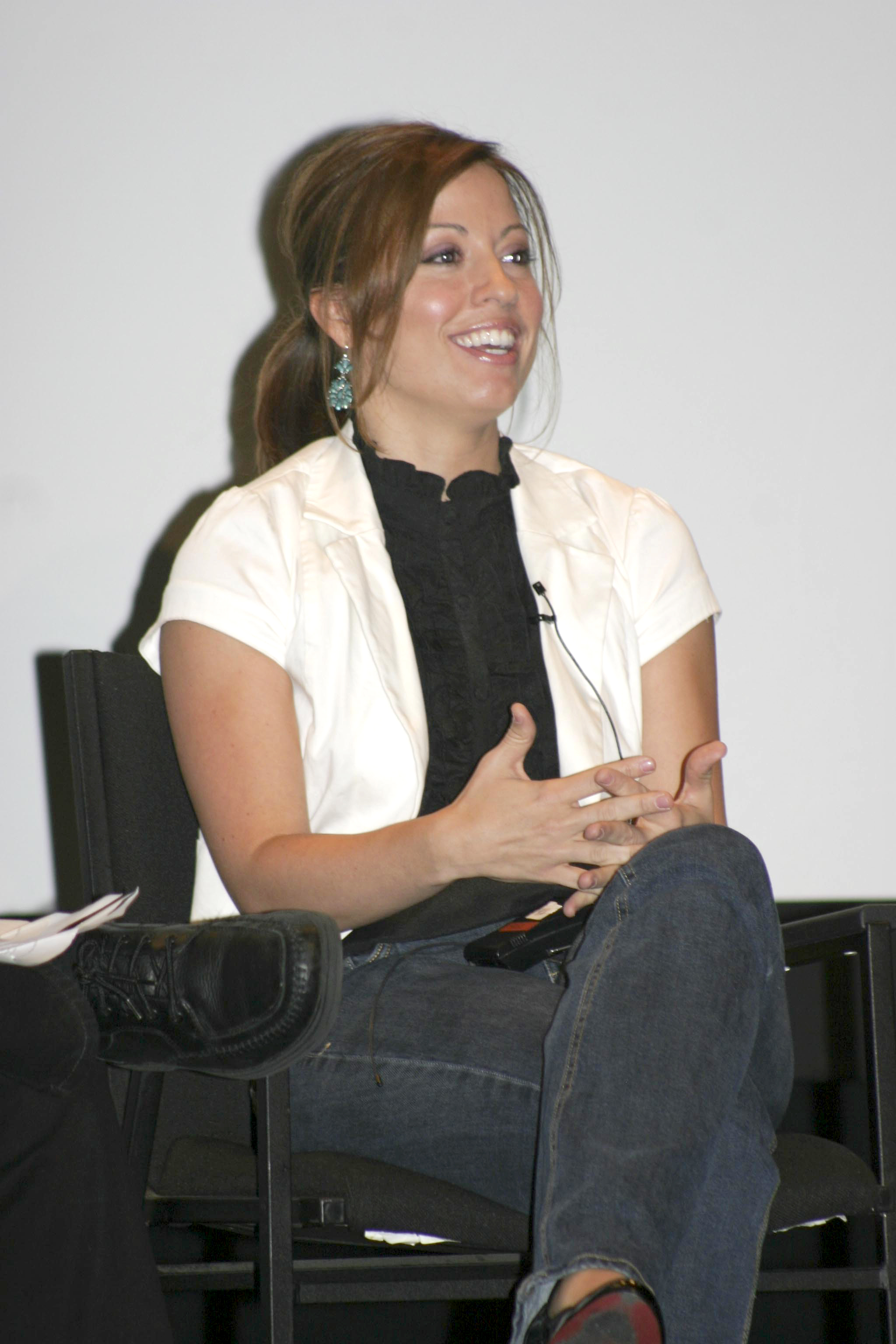
Kay Cannon, creadora de la serie de televisión Girlboss.

En febrero de 2016, se anunció que Netflix había ordenado una serie basada en la autobiografía de Amoruso #Girlboss. Se anunció que la primera temporada había conseguido una orden de 13 episodios. En junio de 2016, Britt Robertson se unió al elenco de la serie. Ese mismo mes, Johnny Simmons, Alphonso McAuley y Ellie Reed se sumaron al reparto. En julio de 2016, Dean Norris se unió al elenco en un papel recurrente.
La fotografía principal tuvo lugar en San Francisco y Los Ángeles.

## Recepción
En Rotten Tomatoes le da a la primera temporada una calificación del 32% basada en 25 comentarios y una calificación promedio de 5.94/10. En Metacritic da a la serie un porcentaje de 53 sobre 100, basada en 13 críticos, indicando "críticas mezcladas."
Algunos críticos criticaron la incompatibilidad del personaje principal, pero elogiaron la interpretación de Britt Robertson.
Los críticos estaban divididos en cuanto a si el programa presentaba un mensaje feminista o no. Jennifer Wright de New York Post calificó el programa de "fraude feminista" por el egoísmo de Sophia. Sin embargo, Amy Otto de The Federalist lo elogió como una historia de empoderamiento en la forma en que Sophia crea su propia marca basada en su visión.